# Thanks!
Pour les articles homonymes, voir Thanks.
Singles de GAM
Melodies
(2006)
Singles par Aya Matsūra
Suna wo Kamu you ni... Namida
(2006)
Thanks! est le 1er single du duo GAM (Aya Matsūra et Miki Fujimoto), sorti en 2006.

## Présentation
Le single sort le 13 septembre 2006 au Japon sous le label hachama, écrit et produit par Tsunku. Il atteint la 5e place du classement de l'Oricon. Il se vend à 24 852 exemplaires la première semaine et reste classé pendant 7 semaines, pour un total de 36 477 exemplaires vendus durant cette période. Il sort aussi au format "Single V" (DVD) contenant le clip vidéo une semaine plus tard.
La chanson-titre Thanks! a été utilisée comme thème musical pour le film Tokyo Girl Cop (Sukeban Deka: Code Name = Asamiya Saki) dont Aya Matsūra est la vedette ; la chanson en "face B", Shinkirō Romance, est aussi utilisée dans le film. La chanson-titre figurera sur la compilation du Hello! Project Petit Best 7 de fin d'année, puis sur l'album de GAM 1st GAM ~Amai Yūwaku~ qui sort en 2007, et également sur la compilation du H!P Hello! Project Special Unit Mega Best de 2008.

## Liste des titres
Toutes les chansons sont écrites et composées par Tsunku.
| CD    | CD                                | CD              | CD    | CD | CD | CD | CD | CD | CD |
| No    | Titre                             | Arrangements    | Durée |    |    |    |    |    |    |
| ----- | --------------------------------- | --------------- | ----- | -- | -- | -- | -- | -- | -- |
| 1.    | Thanks!                           | Kōichi Yuasa    | 3:59  |    |    |    |    |    |    |
| 2.    | Shinkirō Romance (蜃気楼ロマンス) | Shunsuke Suzuki | 3:56  |    |    |    |    |    |    |
| 3.    | Thanks! (Instrumental)            | Kōichi Yuasa    | 3:59  |    |    |    |    |    |    |
| 11:55 |                                   |                 |       |    |    |    |    |    |    |

| 1. | Thanks!                      |  |
| 2. | Thanks! (close-up Ver.)      |  |
| 3. | Making Eizo (メイキング映像) |  |